# Ixeris
Ixeris es un género de plantas con flores perteneciente a la familia Asteraceae. Es originario de Asia.

## Especies
1. Ixeris chinensis (Thunb.) Kitag. in Bot. Mag. (Tokyo) 48: 113. 1934
2. Ixeris debilis (Thunb.) A.Gray in Mem. Amer. Acad. Arts, Ser. 2 6: 397. 1859
3. Ixeris dissecta (Makino) C.Shih in Acta Phytotax. Sin. 31: 536. 1993
4. Ixeris graminifolia (Ledeb.) Kitag. in Nakai & al., Rep. Exped. Manchoukuo Sect. IV 4: 95. 1936
5. Ixeris gregorii Hance in Ann. Sci. Nat., Bot., Sér. 5 5: 222. 1866
6. Ixeris integra (Merr.) Stebbins in J. Bot. 75: 50. 1937
7. Ixeris japonica (Burm.f.) Nakai in Bot. Mag. (Tokyo) 40: 575. 1926
8. Ixeris longirostra Nakai in Bot. Mag. (Tokyo) 34: 152. 1920
9. Ixeris microcephala Nakai in Bot. Mag. (Tokyo) 34: 153. 1920
10. Ixeris monocephala Cass. in Cuvier, Dict. Sci. Nat. 39: 389. 1826
11. Ixeris musashensis Makino & Hisauti in J. Jap. Bot. 11: 43. 1935
12. Ixeris nakazonei (Kitam.) Kitam. in Acta Phytotax. Geobot. 11: 133. 1942
13. Ixeris nikoensis Nakai in Bot. Mag. (Tokyo) 44: 23. 1930
14. Ixeris podlechii Rech. f., Fl. Iranica 122: 220. 1977
15. Ixeris polycephala Cass. in Cuvier, Dict. Sci. Nat. 24: 50. 1822
16. Ixeris repens (L.) A. Gray in Mem. Amer. Acad. Arts, Ser. 2 6: 397. 1859
17. Ixeris retrorsidens (Merr.) Stebbins in J. Bot. 75: 50. 1937
18. Ixeris riparia (Kerr) Stebbins in J. Bot. 75: 51. 1937
19. Ixeris stolonifera A. Gray in Mem. Amer. Acad. Arts ser. 2, 6: 396. 1859
20. Ixeris strigosa (H.Lév. & Vaniot) Pak & Kawano in Mem. Fac. Sci. Kyoto Univ., Ser. Biol. 15: 34. 1992
21. Ixeris tamagawaensis (Makino) Kitam. in Acta Phytotax. Geobot. 9: 115. 1940
22. Ixeris tapetodes (Boiss.) Rech. f., Fl. Iranica 122: 219. 1977